# IMAnimation
IMAnimation (イマニメーション?) es un bloque de programación de anime japonés nocturna, planificado y producido por TV Asahi bajo el sello de "TV Asahi Animation", y emitido bajo la afiliación de ANN a partir del 6 de octubre de 2024. El bloque se emite los sábados por la noche de 23:30 a 00:00 (de 11:30 a medianoche JST).
El bloque recibió una extensión en 2025, titulada IMAnimation W (イマニメーション), que se emite en el mismo canal y sus afiliados los miércoles por la noche de 23:45 a 00:15 (de 11:45 a 12:15 JST), excluyendo a ABC Television, que emite el bloque de 1:03 a 1:33, después de Night in Night.

## Historia

### Primer bloque
Antes de la creación del bloque, este horario se utilizaba originalmente para la emisión de programas de drama producidos por TV Asahi bajo el nombre de Saturday Night Drama de 2001 a 2024, ya que antes de esto, solo se emitían programas de variedades. El bloque se anunció oficialmente el 24 de junio de 2024 y es el segundo horario de anime nocturno en red de TV Asahi después de NUMAnimation, que se emitió previamente en un horario local antes de octubre de 2020. Tras el anuncio, se creó el sello TV Asahi Animation para albergar el bloque, así como NUMAnimation, Doraemon y Crayon Shin-chan. La segunda temporada de Blue Lock se convirtió en el primer programa en emitirse en este horario.

### Segundo bloque
El 17 de diciembre de 2025, TV Asahi anunció una extensión del bloque, titulado IMAnimation W. Antes de su creación, este horario se utilizaba originalmente para programas de variedades. Es el tercer espacio nocturno de anime en el canal. Your Forma fue el primer programa en emitirse en este horario.

## Títulos

### IMAnimation
| N.º | Título | Fecha de primera transmisión | Fecha de última transmisión | Eps. | Estudio                | Notas                                                                                                 | Refs. |
| --- | --- | ---------------------------- | --------------------------- | ---- | ---------------------- | --- | ----- |
| 1   | Blue Lock vs. U-20 Japan | 5 de octubre de 2024         | 8 de diciembre de 2024      | 12   | 8-Bit                  | Secuela de Blue Lock.                                                                                 | [ 1 ] |
| 2   | Baban Baban Ban Vampire | 11 de enero de 2025          | 29 de marzo de 2025         | 12   | Gaina                  | Adaptación del manga escrito e ilustrado por Hiromasa Okujima.                                        | [ 4 ] |
| 3   | Katainaka no Ossan, Kensei ni Naru: Tada no Inaka no Kenjutsu Shihan Datta noni, Taisei Shita Deshitachi ga Ore o Hōttekurenai Ken | 5 de abril de 2025           | 22 de junio de 2025         | 12   | Passione Hayabusa Film | Adaptación de las novelas ligeras escritas por Shigeru Sagazaki e ilustradas por Tetsuhiro Nabeshima. | [ 5 ] |
| 4   | Fermat no Ryōri | 5 de julio de 2025           | —                           | —    | Domerica               | Adaptación del manga escrito e ilustrado por Yūgo Kobayashi.                                          | [ 6 ] |
| 5   | Mikata ga Yowasugite Hojo Mahō ni Tesshiteita Kyūtei Mahōshi, Tsuihō Sarete Saikyō o Mezasu                                        | Octubre de 2025              | —                           | —    | Gekkō                  | Adaptación de las novelas ligeras escritas por Alto e ilustradas por Yuunagi.                         | [ 7 ] |
| 6   | Dead Account | Enero de 2026                | —                           | —    | SynergySP              | Adaptación del manga escrito e ilustrado por Shizumu Watanabe.                                        | [ 8 ] |
| 7   | Akane-banashi | 2026                         | —                           | —    | Zexcs                  | Adaptación del manga escrito por Yuki Suenaga e ilustrado por Takamasa Moue.                          | [ 9 ] |

### IMAnimation W
| N.º | Título                           | Fecha de primera transmisión | Fecha de última transmisión | Eps. | Estudio                   | Notas                                                                                           | Refs.  |
| --- | -------------------------------- | ---------------------------- | --------------------------- | ---- | ------------------------- | ----------------------------------------------------------------------------------------------- | ------ |
| 1   | Your Forma                       | 2 de abril de 2025           | 25 de junio de 2025         | 12   | Geno Studio               | Adaptación de las novelas ligeras escritas por Mareho Kikuishi e ilustradas por Tsubata Nozaki. | [ 3 ]  |
| 2   | Hell Teacher: Jigoku Sensei Nube | 2 de julio de 2025           | —                           | —    | Studio Kai                | Adaptación del manga escrita por Shō Makura e ilustrada por Takeshi Okano.                      | [ 3 ]  |
| 3   | Wandance                         | Octubre de 2025              | —                           | —    | Cyclone Graphics Madhouse | Adaptación del manga escrita por Coffee.                                                        | [ 10 ] |